# Aufschnittschneidemaschine

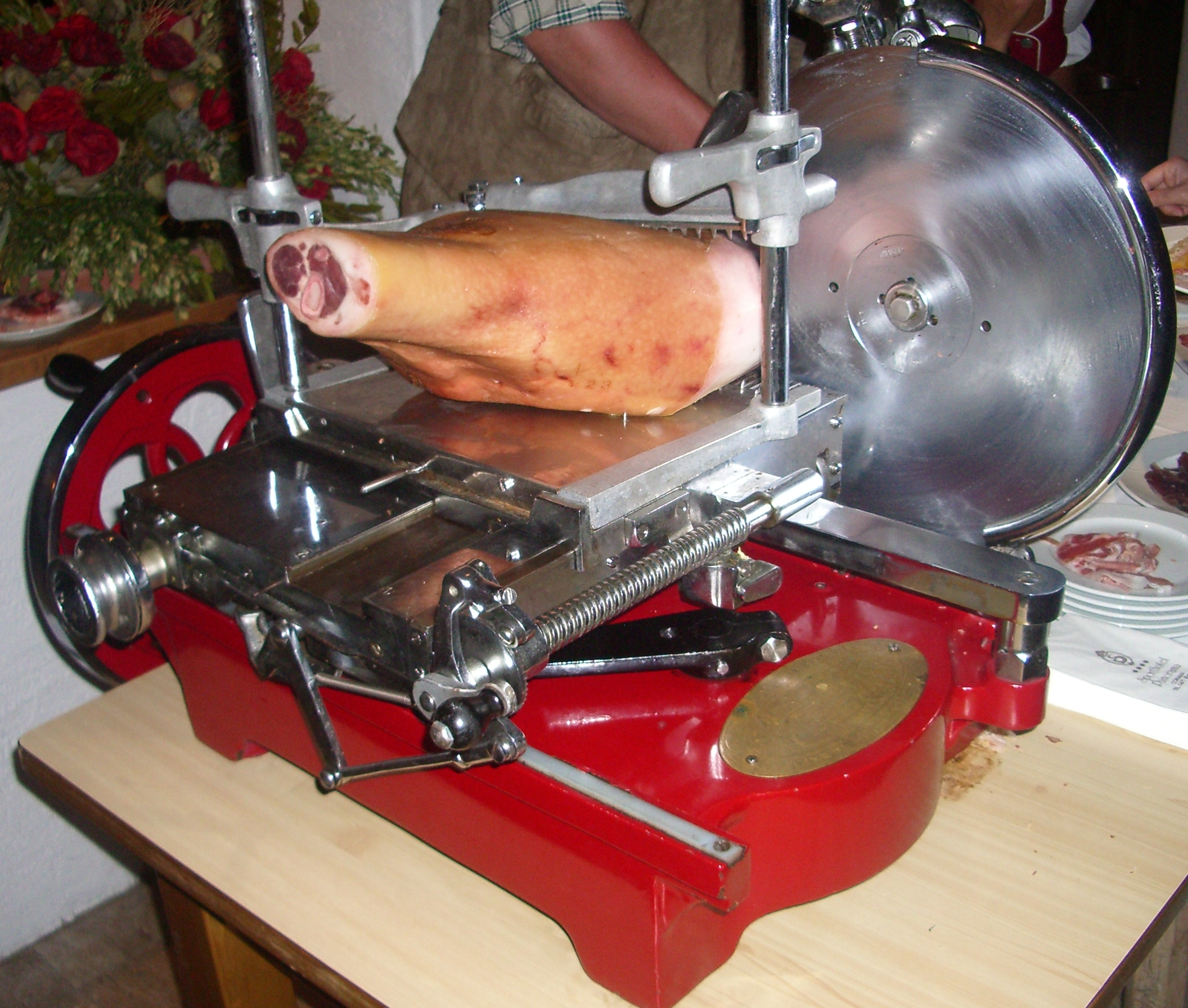
Manuelle Aufschnittmaschine

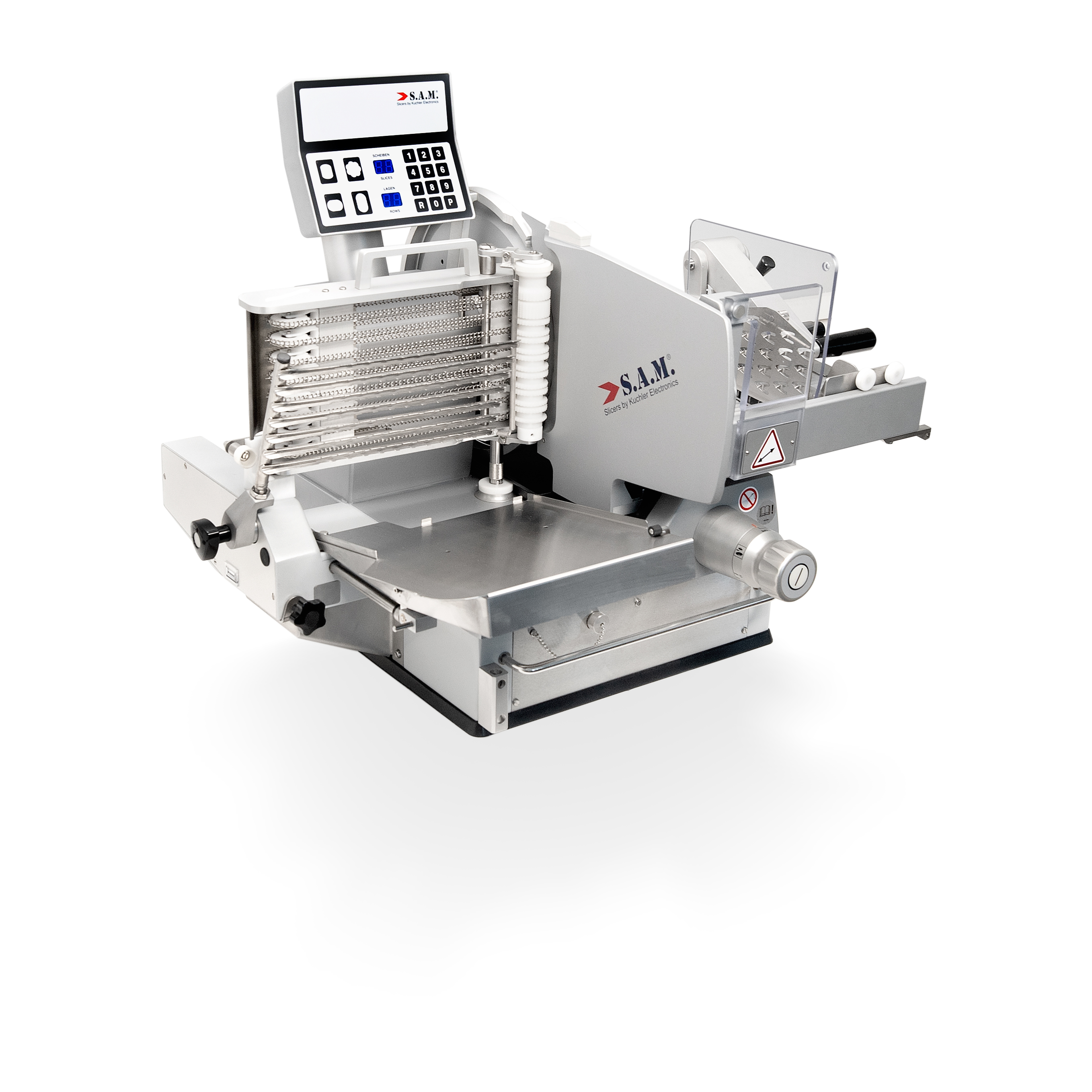
Vollautomatische Aufschnittmaschine

Die Aufschnittschneidemaschine ist eine Fleischereimaschine, mit der sich Wurstwaren, Schinken, Fleisch und andere geeignete Lebensmitteln in Scheiben schneiden lassen.
Dazu wird die Ware auf einen Produkthalter (Schlitten) gelegt und an ein Rundmesser gedrückt. Man unterscheidet Horizontalschneider (Ware wird in horizontaler Lage geschnitten) und Schwerkraftschneider (schräge Anordnung des Produkthalters, Produkt wird von der Schwerkraft zum Rundmesser gedrückt). Die Stärke der Scheiben lässt sich bis maximal 40 mm einstellen.
Man unterscheidet hand- und strombetriebene Schlitten. Es gibt Geräte, in denen beide Antriebsarten möglich sind.
Abnahmeförderer und Stapler sind insbesondere für den automatischen Betrieb eine Standardausrüstung. Automatische Maschinen können das Schnittgut nicht nur stapeln, sondern oft auch in Fächerform ablegen oder rund fächern, um es ansprechend zu präsentieren.
Das rotierende Rundmesser ist gefährlich. Daher sind ein Messerschutz an der Maschine und die Einhaltung von Spaltmaßen obligatorisch. Am Schlitten müssen Daumen- und Fingerschutz vorhanden sein. Für kleine Stücke ist ein Restehalter vorzusehen, der verhindert, dass Finger an das Messer geraten können. Bei der Reinigung und beim Schärfen des Messers sind besondere Maßnahmen erforderlich, um Schnittverletzungen zu verhindern.
Sicherheits- und Hygieneanforderungen an diese Maschinen sind in der europäisch harmonisierten Typ-C-Norm EN 1974 „Nahrungsmittelmaschinen – Aufschnittschneidemaschinen – Sicherheits- und Hygieneanforderungen“ geregelt. Erfasst werden darin tragbare Maschinen mit einem Rundmesser ab einem Durchmesser von 150 mm. Industrielle Maschinen sind aufgrund anderer Konstruktionsmerkmale davon nicht erfasst.
Die erste automatisch gesteuerte Aufschnittmaschine wurde von Fritz Kuchler (1940–2019) unter der Marke S.A.M. im Jahr 1962 erfunden.